# Parafia św. Anny i Joachima w Gdańsku
Parafia pw. Świętej Anny i Joachima w Gdańsku – parafia rzymskokatolicka usytuowana w Gdańsku. Należy do dekanatu Gdańsk-Wrzeszcz, który należy z kolei do archidiecezji gdańskiej.
Kościół został zbudowany w latach 1932–1933.
Proboszczem parafii od 2012 jest ks. kan. Zbigniew Drzał.

## Historia
- 1939 – ustanowienie parafii